# Andrena hallii
Andrena hallii là một loài Hymenoptera trong họ Andrenidae. Loài này được Dunning mô tả khoa học năm 1898.